# Momath Gueye
Momath Gueye – senegalski piłkarz grający na pozycji obrońcy. W swojej karierze rozegrał 6 meczów i strzelił 1 gola w reprezentacji Senegalu.

## Kariera klubowa
W swojej karierze piłkarskiej Gueye grał w klubie ASEC Ndiambour.

## Kariera reprezentacyjna
W reprezentacji Senegalu Gueye zadebiutował 29 marca 1994 w wygranym 2:1 meczu Pucharu Narodów Afryki 1994 z Gwineą, rozegranym w Susie. W debiucie strzelił gola. Na tym turnieju nie rozegrał więcej spotkań. Od 1994 do 1997 roku rozegrał w kadrze narodowej 6 meczów i strzelił 1 gola.